# Petra Kramolc
Petra Kramolc est une ancienne joueuse slovène de volley-ball née le 15 août 1981. Elle mesure 1,84 m et jouait au poste de réceptionneuse-attaquante. 

## Clubs
| Club                       | De        | À         |
| -------------------------- | --------- | --------- |
| Nova KBM Branik Maribor    | 1999-2000 | 2001-2002 |
| Club Voleibol Benidorm     | 2002-2003 | 2002-2003 |
| Robur Tiboni Volley Urbino | 2003-2004 | 2003-2004 |
| OK Sladki Greh Ljubljana   | 2004-2005 | 2004-2005 |
| Nova KBM Branik Maribor    | 2005-2006 | 2005-2006 |
| Hit Nova Gorica            | 2006-2007 | 2006-2007 |
| Club Voleibol Ciutadella   | 2007-2008 | 2008-2009 |
| ŽOK Rijeka                 | 2009-2010 | 2009-2010 |
| OK Kamnik                  | 2010-2011 | 2012-2013 |
| OK Luka Koper              | 2013-2014 | 2013-2014 |

## Palmarès
- Championnat de Slovénie
  - Vainqueur : 2000, 2001, 2002, 2005, 2007.
  - Finaliste : 2011, 2012, 2013.
- Coupe de Slovénie
  - Vainqueur : 2000, 2001, 2002, 2005, 2007, 2013.
  - Finaliste : 2011, 2012.
- Championnat de Croatie
  - Vainqueur : 2010.